# Khatam (Verwaltungsbezirk)
Khatam (persisch شهرستان خاتم) ist ein Schahrestan in der Provinz Yazd im Iran. Er enthält die Stadt Khatam, welche die Hauptstadt des Verwaltungsbezirks ist. 

## Distrikte
Der Bezirk gliedert sich in folgende Kreise (Bachschs):
- Zentral (بخش مرکزی)

- Marvast (بخش مروست)

## Demografie
Bei der Volkszählung 2016 betrug die Einwohnerzahl des Schahrestan 36.562. Die Alphabetisierung lag bei 84 Prozent der Bevölkerung. Knapp 61 Prozent der Bevölkerung lebten in urbanen Regionen.
| Zensusjahr | Einwohnerzahl |
| ---------- | ------------- |
| 2011       | 35.158        |
| 2016       | 36.562        |